# 1801.
◄ | 18. stoljeće | 19. stoljeće | 20. stoljeće | ►
◄ | 1770-ih | 1780-ih | 1790-ih | 1800-ih | 1810-ih | 1820-ih | 1830-ih | ►
◄◄ | ◄ | 1798. | 1799. | 1800. | 1801. | 1802. | 1803. | 1804. | ► | ►►
Arhitektura • Astronomija • Biologija • Glazba • Kazalište • Kemija • Kiparstvo • Knjige • Književnost • Kršćanstvo • Meteorologija • Medicina • Politika • Pravo • Promet • Slikarstvo • Šport • Znanost

## Događaji
- Osnovana prva općinska štedionica (Sparkasse) u Göttingenu. Mreža štedionica proširila se po njemačkim zemljama, a one su odigrale presudnu ulogu u financiranju industrijalizacije Njemačke.[1]
- 11. rujna – U Lepzigu je premijerno izvedena romantična tragedija Friedricha Schillera "Djevica Orleanska", doživjevši velik uspjeh.

## Rođenja
- oko 13. veljače – Janoš Kardoš, slovenski pisac, pjesnik, prevoditelj i pastor († 1873.)
- 21. veljače – John Henry Newman, engleski kardinal († 1890.)
- 16. listopada – Josip Jelačić Bužimski, hrvatski grof, dalmatinsko-hrvatsko-slavonski ban († 1859.)
- 23. listopada – Albert Lortzing, njemački skladatelj († 1851.)
- 7. prosinca – Johann Nestroy, austrijski književnik i glumac († 1862.)

## Smrti
- 11. siječnja – Domenico Cimarosa, talijanski skladatelj (* 1749.)
- 25. veljače – Benedikt Stay Stojković, hrvatski pjesnik latinist (* 1714.)
- 21. ožujka – Andrea Luchesi, talijanski skladatelj (* 1741.)
- 25. ožujka – Novalis, njemački književnik (* 1772.)

## Vanjske poveznice
|  | Zajednički poslužitelj ima još gradiva o temi 1801. |